# Neuvillette (Aisne)
Pour les articles homonymes, voir Neuvillette.
Neuvillette est une commune française située dans le département de l'Aisne, en région Hauts-de-France.

## Géographie

### Localisation
Neuvillette se situe dans la vallée de l'Oise. La commune a l'Oise comme frontière et est traversée par le canal de la Sambre à l'Oise, et par le petit canal du Moulin.

### Hydrographie
La commune est située dans le bassin Seine-Normandie. Elle est drainée par le canal de la Sambre à l'Oise, l'Oise, la rigole d'alimentation de Hauteville, le canal 01 de la commune de Bernot, le canal du Moulin et le cours d'eau 01 de la commune d'Origny-Sainte-Benoite,,.
L'Oise prend sa source en Belgique, à 309 mètres d'altitude, dans l'ancienne commune de Forges et se jette dans la Seine à 20 mètres d'altitude, au Pointil en rive droite et en aval du centre de Conflans-Sainte-Honorine dans le département des Yvelines. D'une longueur 341 kilomètres, elle est presque entièrement navigable et bordée de canaux sur 104 kilomètres. Les caractéristiques hydrologiques de l'Oise sont données par la station hydrologique située sur la commune d'Origny-Sainte-Benoite. Le débit moyen mensuel est de 12,3 m3/s. Le débit moyen journalier maximum est de 204 m3/s, atteint lors de la crue du 21 décembre 1993. Le débit instantané maximal est quant à lui de 214 m3/s, atteint le même jour.

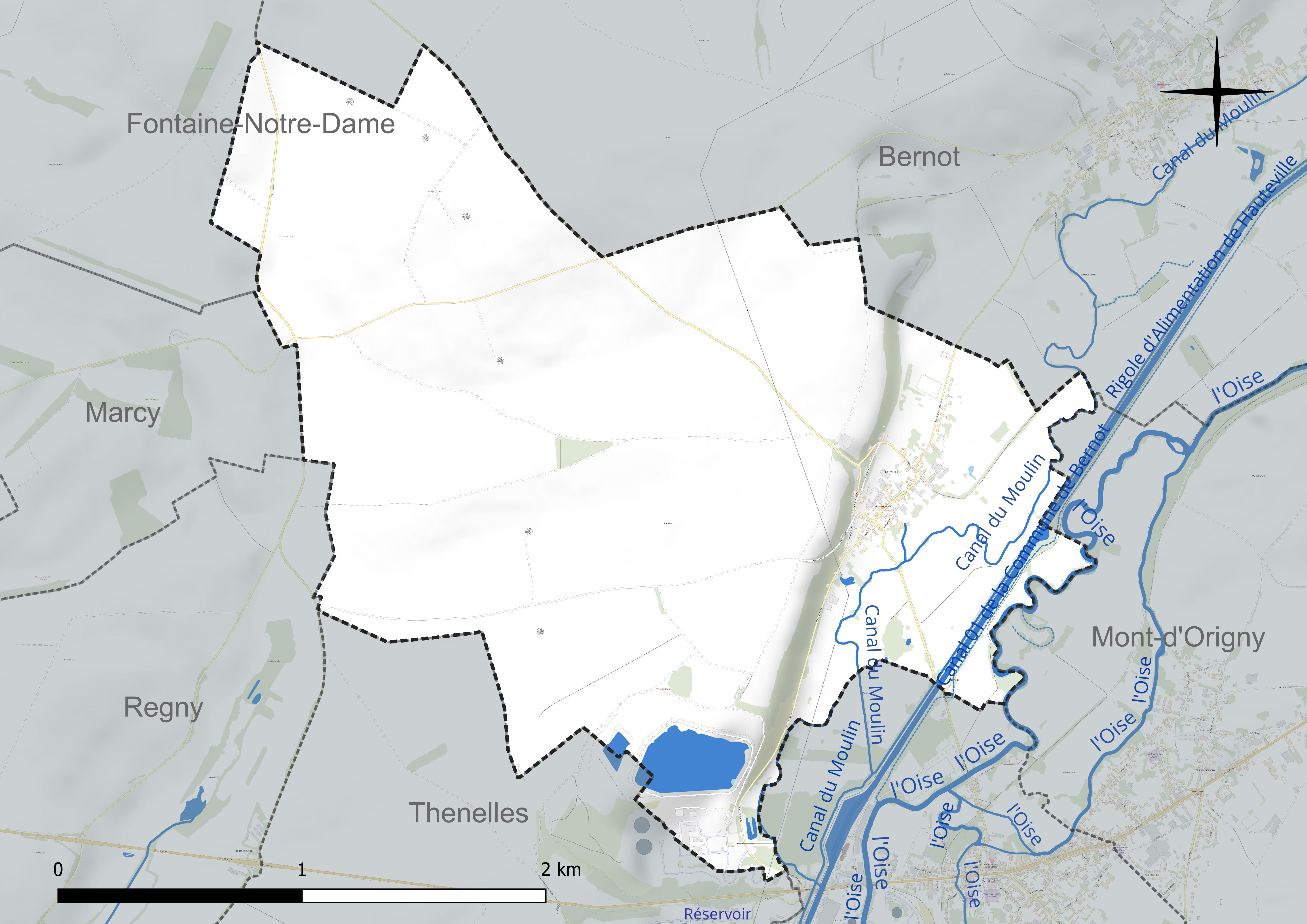
Réseau hydrographique de Neuvillette.

### Climat
Pour des articles plus généraux, voir Climat des Hauts-de-France et Climat de l'Aisne.
En 2010, le climat de la commune est de type climat océanique dégradé des plaines du Centre et du Nord, selon une étude du CNRS s'appuyant sur une série de données couvrant la période 1971-2000. En 2020, Météo-France publie une typologie des climats de la France métropolitaine dans laquelle la commune est exposée à un climat océanique altéré et est dans la région climatique Nord-est du bassin Parisien, caractérisée par un ensoleillement médiocre, une pluviométrie moyenne régulièrement répartie au cours de l'année et un hiver froid (3 °C).
Pour la période 1971-2000, la température annuelle moyenne est de 10,4 °C, avec une amplitude thermique annuelle de 14,9 °C. Le cumul annuel moyen de précipitations est de 719 mm, avec 11,3 jours de précipitations en janvier et 9 jours en juillet. Pour la période 1991-2020, la température moyenne annuelle observée sur la station météorologique la plus proche, située sur la commune de Fontaine-lès-Clercs à 19 km à vol d'oiseau, est de 10,8 °C et le cumul annuel moyen de précipitations est de 683,4 mm,. Pour l'avenir, les paramètres climatiques de la commune estimés pour 2050 selon différents scénarios d'émission de gaz à effet de serre sont consultables sur un site dédié publié par Météo-France en novembre 2022.

## Urbanisme

### Typologie
Au 1er janvier 2024, Neuvillette est catégorisée commune rurale à habitat dispersé, selon la nouvelle grille communale de densité à 7 niveaux définie par l'Insee en 2022.
Elle est située hors unité urbaine. Par ailleurs la commune fait partie de l'aire d'attraction de Saint-Quentin, dont elle est une commune de la couronne,. Cette aire, qui regroupe 120 communes, est catégorisée dans les aires de 50 000 à moins de 200 000 habitants,.

### Occupation des sols
L'occupation des sols de la commune, telle qu'elle ressort de la base de données européenne d'occupation biophysique des sols Corine Land Cover (CLC), est marquée par l'importance des territoires agricoles (89,7 % en 2018), une proportion sensiblement équivalente à celle de 1990 (90,4 %). La répartition détaillée en 2018 est la suivante : 
terres arables (77,4 %), prairies (12,3 %), mines, décharges et chantiers (6 %), zones urbanisées (4,3 %), zones industrielles ou commerciales et réseaux de communication (0,1 %).
L'évolution de l'occupation des sols de la commune et de ses infrastructures peut être observée sur les différentes représentations cartographiques du territoire : la carte de Cassini (XVIIIe siècle), la carte d'état-major (1820-1866) et les cartes ou photos aériennes de l'IGN pour la période actuelle (1950 à aujourd'hui).

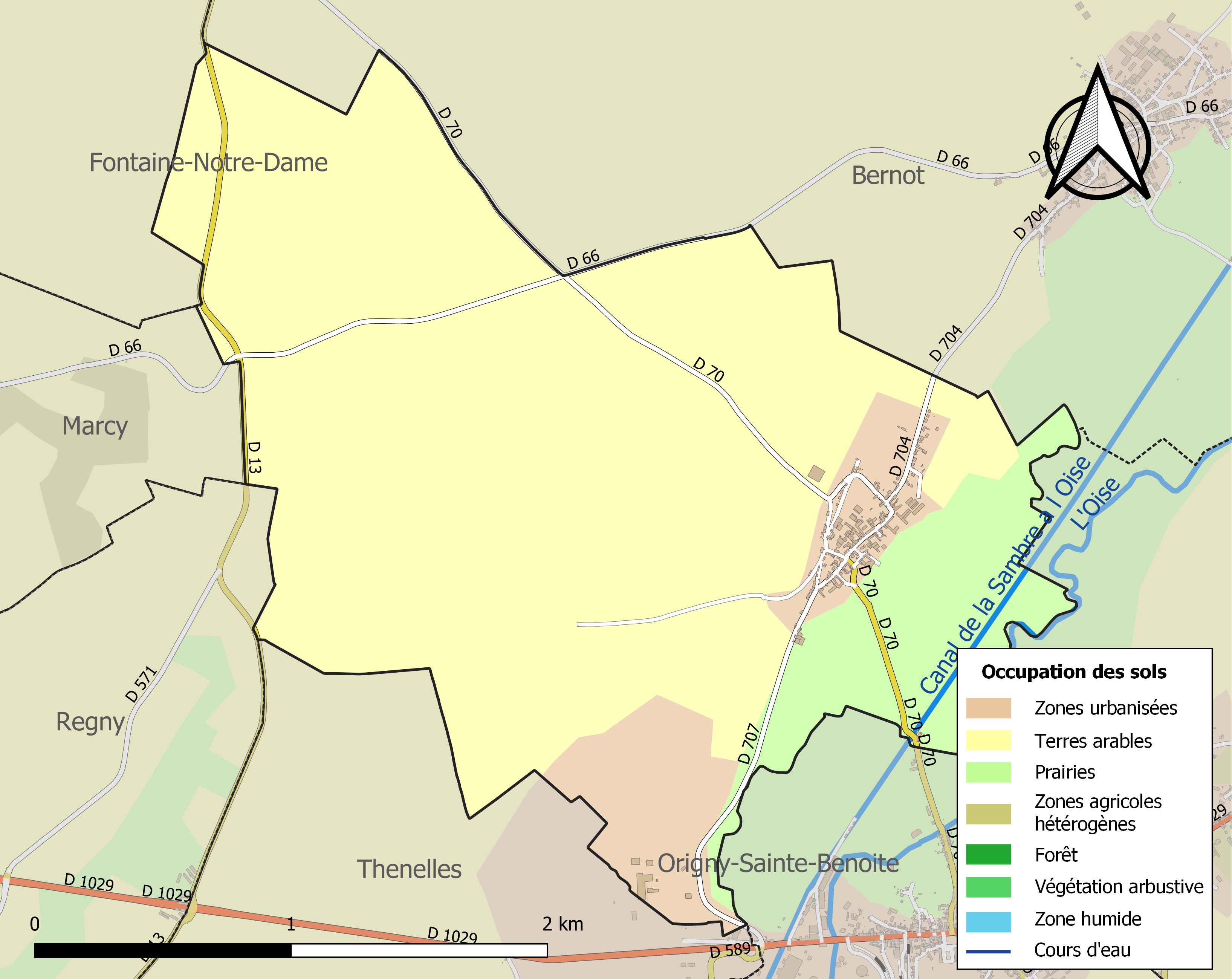
Carte de l'occupation des sols de la commune en 2018 (CLC).

## Toponymie
Le nom du village apparaît pour la première fois en l'an 1390, sous l' appellation de Neufvillette, puis Nuefvillette, Neufvillette en 1413 et le nom actuel Neuvillette sur la carte de Cassini vers 1450.
De l'adjectif féminin de la langue d'oïl, neuve et vilele « village », latinisé en Novavilleta, remplacé par l'oïl villette.

## Histoire
|  |

Carte de Cassini
La carte de Cassini montre qu'au XVIIIe siècle, Neuvillette est une paroisse  située sur les hauteurs de la rive droite de l'Oise. Le village dépendait autrefois de la paroisse et de la mairie d'Origny.

## Politique et administration

### Découpage territorial
La commune de Neuvillette est membre de la communauté de communes du Val de l'Oise, un établissement public de coopération intercommunale (EPCI) à fiscalité propre créé le 1er janvier 2014 dont le siège est à Mézières-sur-Oise. Ce dernier est par ailleurs membre d'autres groupements intercommunaux.
Sur le plan administratif, elle est rattachée à l'arrondissement de Saint-Quentin, au département de l'Aisne et à la région Hauts-de-France. Sur le plan électoral, elle dépend du  canton de Ribemont pour l'élection des conseillers départementaux, depuis le redécoupage cantonal de 2014 entré en vigueur en 2015, et de la troisième circonscription de l'Aisne  pour les élections législatives, depuis le dernier découpage électoral de 2010.

### Administration municipale
| Période                                  | Période                       | Identité       | Étiquette | Qualité                                  |
| ---------------------------------------- | ----------------------------- | -------------- | --------- | ---------------------------------------- |
| Les données manquantes sont à compléter. |                               |                |           |                                          |
| avant 1981                               | ?                             | Alfred Ladeuze |           |                                          |
| mars 2001                                | En cours (au 13 juillet 2020) | Daniel Wallet  | DVD       | Retraité Réélu pour le mandat 2020-2026, |

## Démographie
L'évolution du nombre d'habitants est connue à travers les recensements de la population effectués dans la commune depuis 1793. Pour les communes de moins de 10 000 habitants, une enquête de recensement portant sur toute la population est réalisée tous les cinq ans, les populations de référence des années intermédiaires étant quant à elles estimées par interpolation ou extrapolation. Pour la commune, le premier recensement exhaustif entrant dans le cadre du nouveau dispositif a été réalisé en 2008.

En 2022, la commune comptait 180 habitants, en évolution de −3,74 % par rapport à 2016 (Aisne : −1,97 %, France hors Mayotte : +2,11 %).
| 1793 | 1800 | 1806 | 1821 | 1831 | 1836 | 1841 | 1846 | 1851 |
| ---- | ---- | ---- | ---- | ---- | ---- | ---- | ---- | ---- |
| 365  | 359  | 352  | 429  | 480  | 483  | 501  | 501  | 541  |

| 1856 | 1861 | 1866 | 1872 | 1876 | 1881 | 1886 | 1891 | 1896 |
| ---- | ---- | ---- | ---- | ---- | ---- | ---- | ---- | ---- |
| 516  | 542  | 499  | 520  | 500  | 488  | 437  | 425  | 400  |

| 1901 | 1906 | 1911 | 1921 | 1926 | 1931 | 1936 | 1946 | 1954 |
| ---- | ---- | ---- | ---- | ---- | ---- | ---- | ---- | ---- |
| 393  | 310  | 289  | 263  | 282  | 263  | 250  | 242  | 240  |

| 1962 | 1968 | 1975 | 1982 | 1990 | 1999 | 2006 | 2008 | 2013 |
| ---- | ---- | ---- | ---- | ---- | ---- | ---- | ---- | ---- |
| 222  | 225  | 200  | 199  | 185  | 196  | 198  | 197  | 188  |

| 2018 | 2022 | - | - | - | - | - | - | - |
| ---- | ---- | - | - | - | - | - | - | - |
| 186  | 180  | - | - | - | - | - | - | - |

## Lieux et monuments
- Église Saint-Quentin de Neuvillette.
- Calvaire-oratoire.
- Monument aux morts et, au cimetière, une tombe de la Commonwealth War Graves Commission.
- Les berges et le chemin de halage du canal de la Sambre à l'Oise.

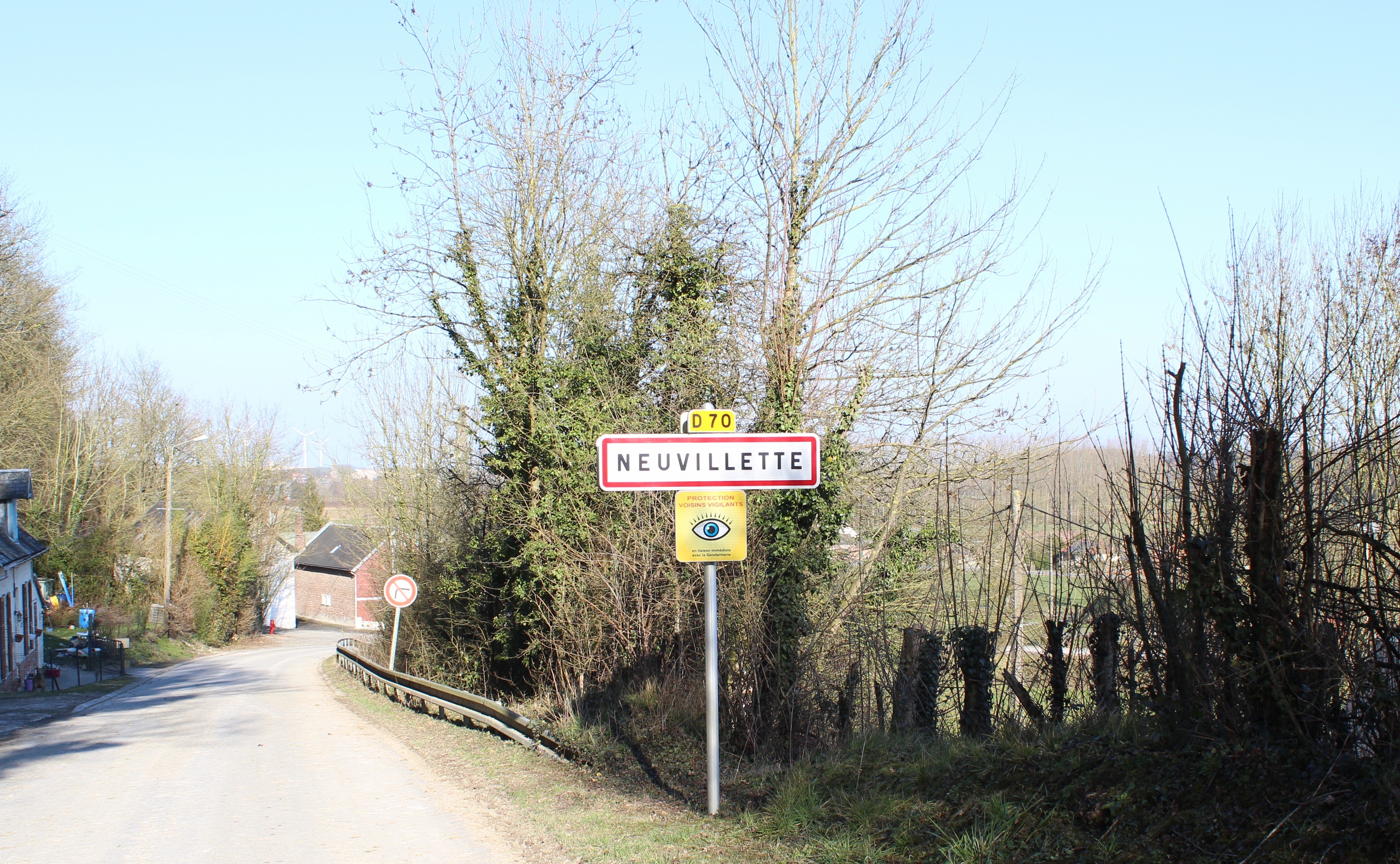
Entrée du village.
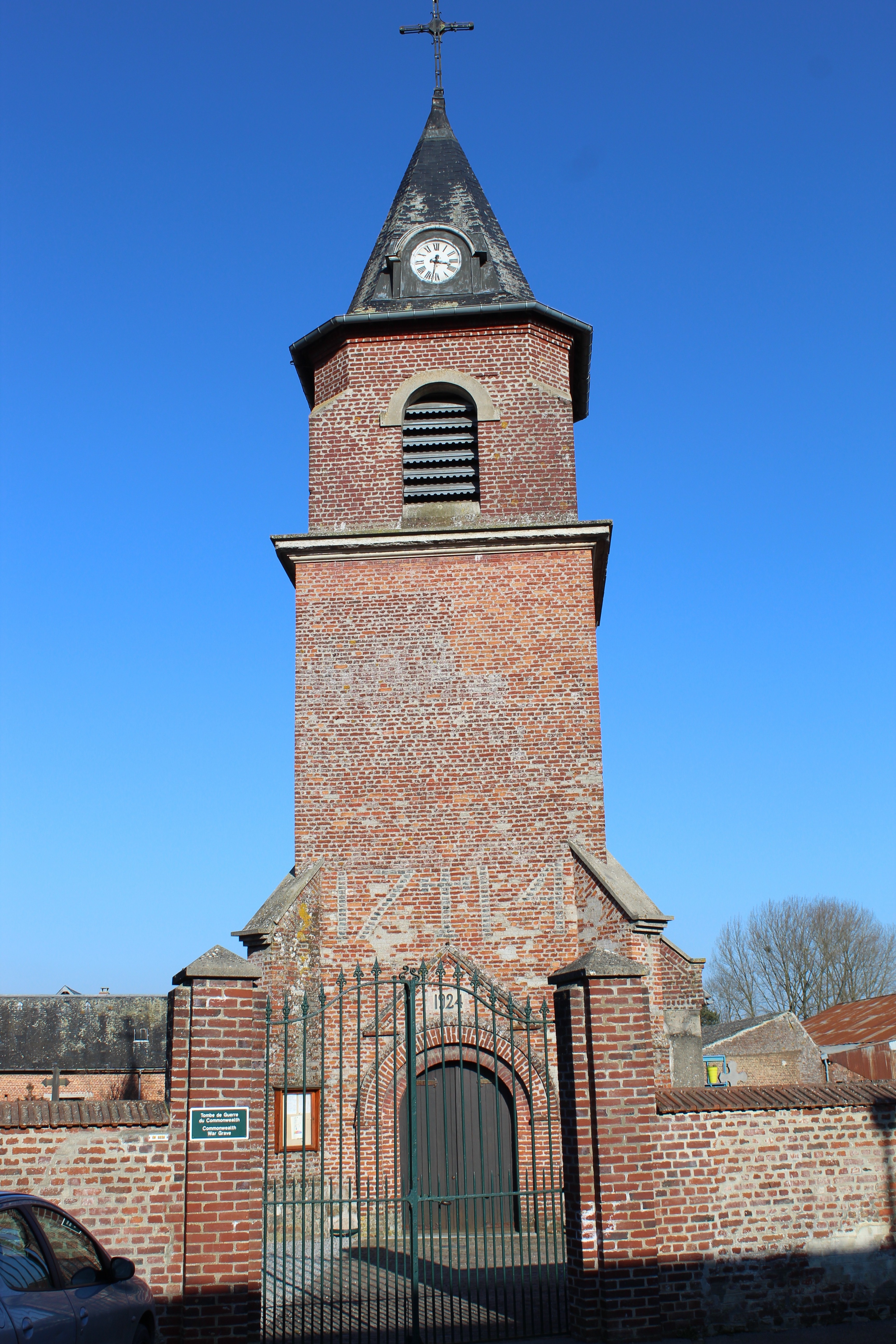
Église Saint-Quentin.
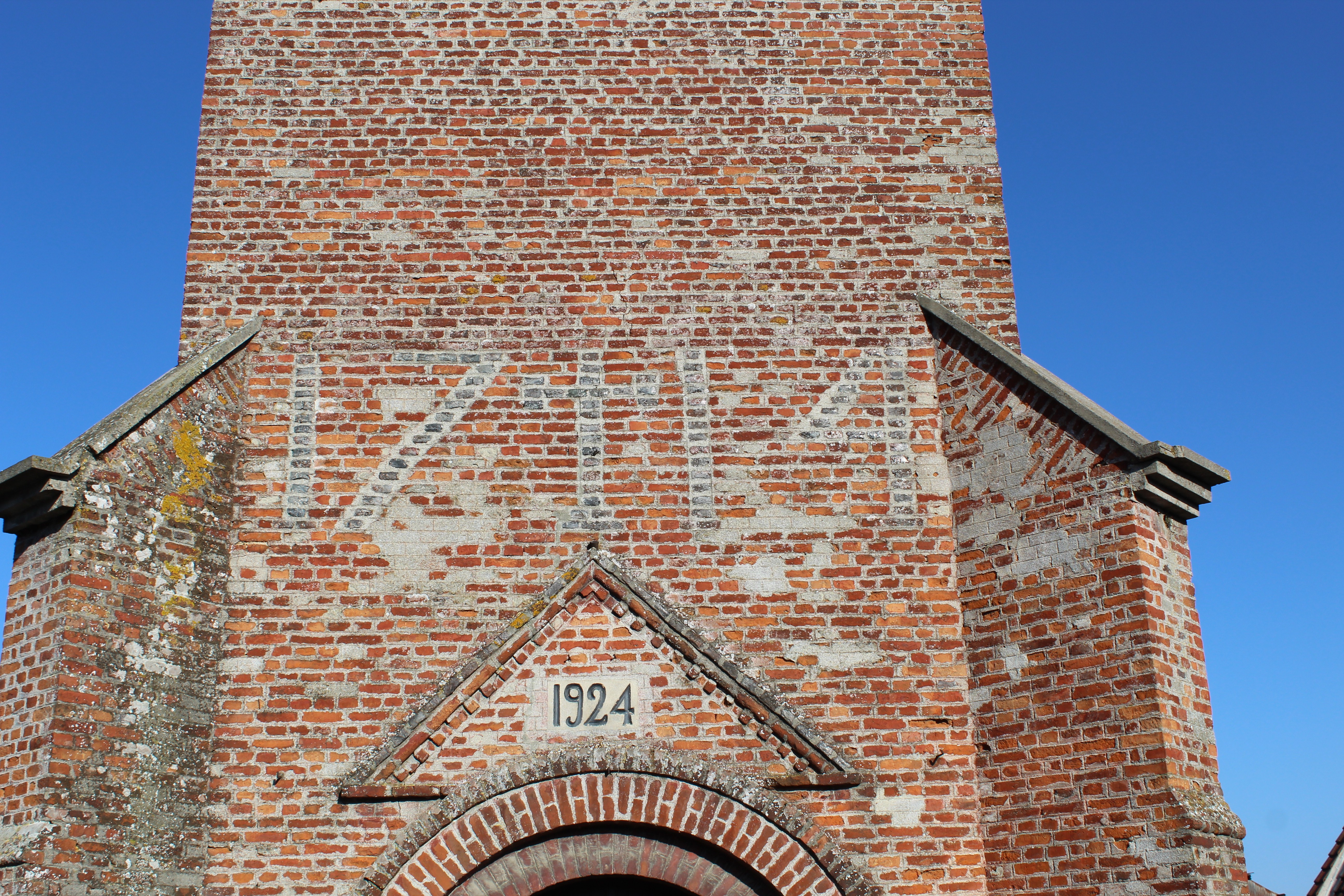
Détail de la façade de l'église portant l'inscription 1714.
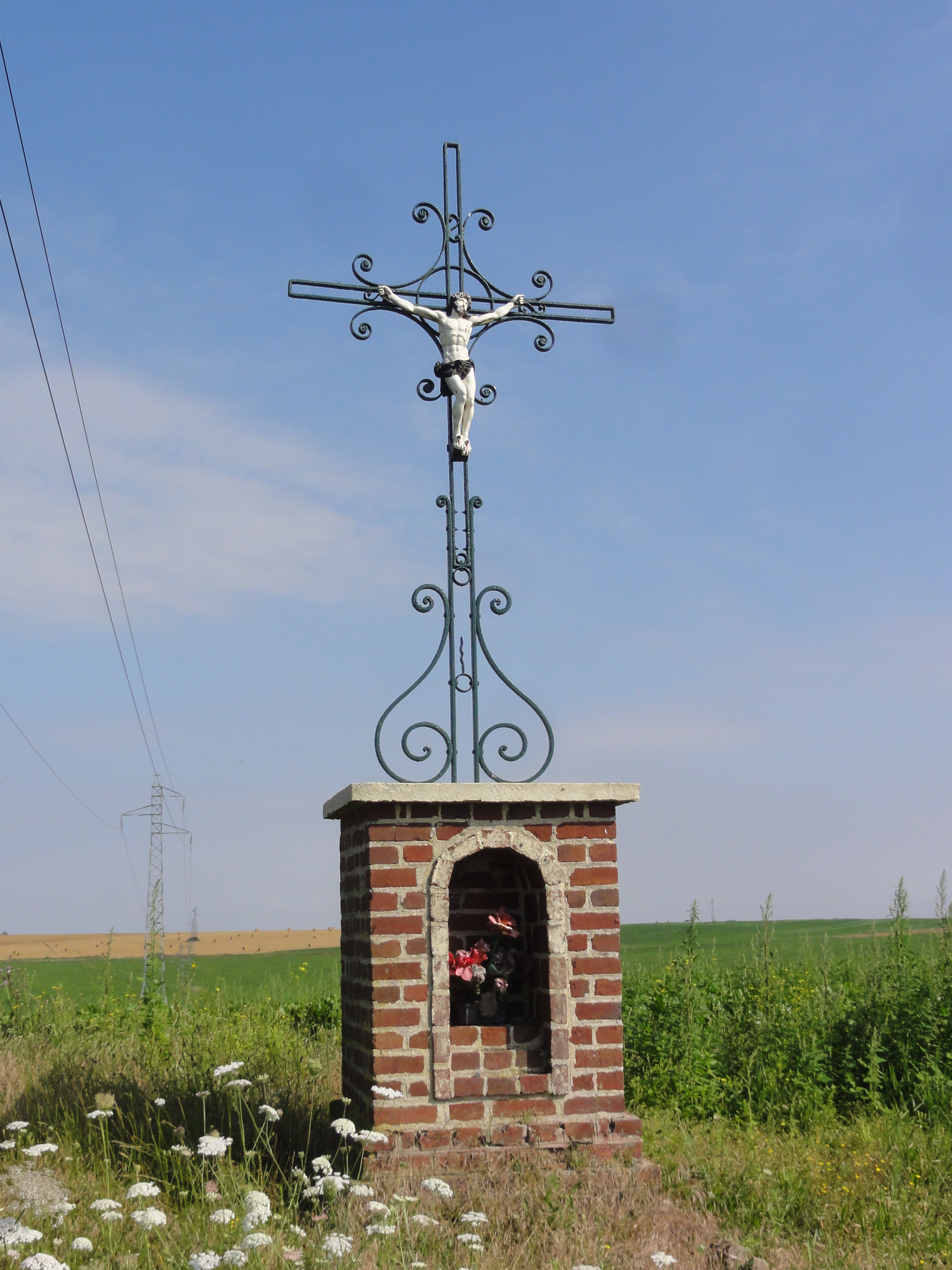
Calvaire-oratoire.
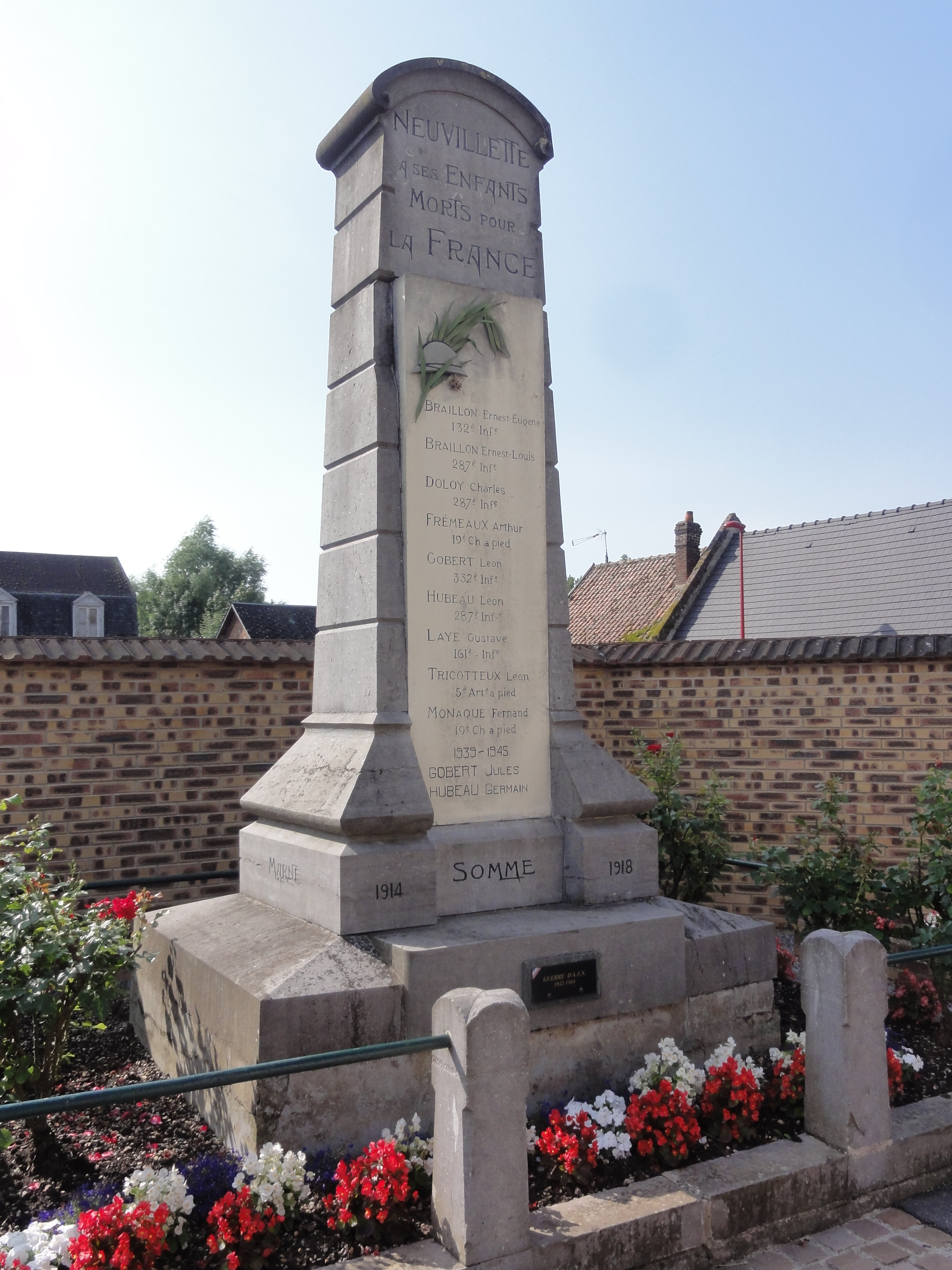
Monument aux morts.